# Chinesinho
Chinesinho, właśc. Sidney Colônia Cunha (ur. 1 stycznia 1935 w Rio Grande, zm. 16 kwietnia 2011 w Rio Grande) – brazylijski piłkarz, występował na pozycji pomocnika. W latach 1956–1961 reprezentant Brazylii.

## Kariera klubowa
Karierę piłkarską rozpoczynał w klubie Renner w 1954. Z Renner zdobył mistrzostwo stanu Rio Grande do Sul – Campeonato Gaúcho w 1954. Następnym jego klubem był Internacional Porto Alegre, w którym grał w latach 1955-1958. Z Internacional zdobył mistrzostwo stanu Rio Grande do Sul – Campeonato Gaúcho w 1955. W 1958 przeszedł do SE Palmeiras, w którym grał do 1962. Z SE Palmeiras zdobył mistrzostwo stanu São Paulo – Campeonato Paulista w 1958.
W 1962 Chinesinho wyjechał do Europy, do włoskiej Modeny. Kolejnym klubem była Calcio Catania, z której w 1965 przeszedł do Juventusu. Z Juventusem zdobył Puchar Włoch 1965 oraz mistrzostwo Włoch 1967. W latach 1967–1972 występował w Lanerossi Vicenza, z krótką przerwą w 1971 na grę w New York Cosmos. Ostatnim klubem w karierze Chinesinho był Nacional São Paulo, w którym zakończył karierę w 1974.

## Kariera reprezentacyjna
W reprezentacji Brazylii Chinesinho zadebiutował 8 marca 1956 w meczu z reprezentacją Meksyku podczas Mistrzostw Panamerykańskich, zakończonych zwycięstwem Brazylii. W 1959 uczestniczył z reprezentacją w Copa América 1959. Brazylia zajęła drugie miejsce, a Chinesinho zdobył jedną bramkę w turnieju. W następnym roku zdobył z ekipą Canarinhos Copa Julio Roca 1960, pokonując reprezentację Argentyny oraz Copa del Atlantico 1960. Ostatni raz w barwach Canarinhos wystąpił 29 czerwca 1961 w meczu z reprezentacją Paragwaju w Taca Osvaldo Cruz. Ogółem w reprezentacji wystąpił w 17 meczach i strzelił 7 bramek.